# Bergakkerinskriften
Bergakkerinskriften är en runinskrift från 400-talet e.Kr. upptäckt 1996 i Bergakker, nära Tiel, Nederländerna, på en svärdsskida från folkvandringstiden.
Runskrift från 400-talet användes längs nordsjökusten, men det har upptäckts få inskrifter från Frankrike. Runologer och arkeologer är överens om att fyndet härrör från perioden 425-475 och att inskriften troligen är skriven på fornfrankiska.
Inskriften kan läsas som
ha?VþV??s : ann : kVsjam :
: logVns :
där V får symbolisera en icke-standardiserad runa, uppenbarligen en vokal (läst som e, u eller "alla vokaler").
Ett antal tolkningar av inskriften har presenterats. Det råder konsensus kring att ann skall tolkas "ge/skänka/bevilja". Flertalet forskare läser den första ordet som en personnamn i genitiv, och det sista ordet som "flamma/låga", en kenning för svärd. Det tredje ordet läses som antingen kusjam, som då betyder "den som väljer" alternativt "valts", eller som keisjam som betyder "skära" eller "skärare/den som skär", vilket också refererar till svärd eller svärdskämpar.
- Quak (2000) läser Ha(þu)þ[e]was ann k(u)sjam log(u)ns, och översätter det till "Haþuþewaz [ägodel]. Jag skänker till de som väljer svärd".
- Vennemann (1999) läser Haþ(ur)s ann k(u)sjam lōg(u)ns "Haþurs [ägodel]. Jag ger logi till svärdsklingor".
- Seebold (1999): h(ǫ)þ(u)was ann k(u)sjam log(u)ns. "Jag beviljar kamp till dem som väljer svärdet".
- Odenstedt (1999): hā(le) þ(e)was ann k(eis)am lo(ka)ns: "friska/krya tjänare [krigare] jag [svärdet] gillar. Jag placerar skärsår".
- Looijenga (1999): Hā(le)þ(e)was ann k(e)sjam log(e)ns. "Hāleþewaz [ägodel]: Han skänker svärden till svärdskämparna" (eventuellt svärdsmedens inskrift).
- Bammesberger (1999):  Haþ(u)þ(u)ras ann k(u)s(j)am lōg(u)n[r]... "Jag skänker Haþuþuraʀ och hans valda [brud] giftermålsrunan".
- Mees (2002): Ha(þu)þ[ȳ]was ann k(u)sjam lōguns. "Haþuþȳwaʀs [ägodel]. Han skänker en flamma [=svärd] till de utvalda".
- Grünzweig (2004): Ha(þu)þ(ewa)s ann k(u)sjam log(ō)ns "Haþuþyewaʀs [ägodel] - han skänker de som väljer [fienderna?] flamman [svärdet?]".